# فرودگاه مریلات
فرودگاه مریلات (به انگلیسی: Merillat Airport) یک فرودگاه همگانی بهره‌برداری هوایی است که یک باند فرود چمن دارد و طول باند آن ۱۱۰۰ متر است. این فرودگاه در کشور ایالات متحده آمریکا قرار دارد و در ارتفاع ۲۵۰ متری از سطح دریا واقع شده‌است.